# Imbuto di Berlese

Imbuto di Berlese

L'imbuto di Berlese o estrattore di Berlese, è un apparecchio utilizzato per estrarre gli organismi viventi, in particolare artropodi, da campioni di suolo.

## Funzionamento
Funziona creando un gradiente di temperatura sul campione tale che gli organismi mobili si allontanano dalle zone a temperatura elevata fino a cadere in un recipiente di raccolta, dove muoiono e sono conservati per l'esame. L'illustrazione mostra come funziona: un imbuto (e) contiene il suolo o lettiera (d), e una fonte di calore (f) come una lampada elettrica (g) riscalda la lettiera. Gli animali in fuga dall'essiccazione della lettiera discendono attraverso un filtro (c) in un liquido conservante (a) in un recipiente (b). Questa illustrazione è solo schematica, poiché solitamente il campione di suolo non sarà sbriciolato e versato nell'imbuto (ciò comporterebbe inevitabilmente una quantità elevata di particelle di sporco nel liquido di conservazione che richiederebbe un lavoro laborioso per risolvere gli organismi del suolo). Infatti, il campione di terreno è posto su un setaccio con maglie che permetterà agli animali del suolo di passare, trattenendo la maggior parte delle particelle di terreno.
Antonio Berlese descrisse questo metodo di campionamento dinamico nel 1905 con una camicia di acqua calda come fonte di calore. Nel 1918 Albert Tullgren descrisse una modifica, in cui il riscaldamento proveniva dall'alto da una lampadina elettrica e il gradiente termico era aumentato tramite un tamburo di ferro intorno al campione di suolo. Oggi gli imbuti di estrazione di questo tipo di solito combinano elementi di entrambi gli autori e pertanto dovrebbero essere indicati come imbuti di Berlese-Tullgren.